# Prentice Mulford
Prentice Mulford (Sag Harbor, 5 de abril de 1834 – Long Island, 27 de maio de 1891) foi um jornalista, escritor e espiritualista norte-americano. Pertenceu ao Movimento Novo Pensamento.

## Carreira
Tinha uma coluna de humor num jornal popular na Califórnia e após retornar de uma viagem da Europa, viveu como um eremita nos pântanos de Passaic. Neste período, continuou escrevendo humor para o jornal Lippincot's Monthly, porém, aderiu a movimentos liberais. Escreveu livros de literatura mentalista e que estimulam o desenvolvimento da mente. Sua obra mais importante é "Nossas forças mentais" ("Thought forces"). Outra obra é "Thought Are Things".

## Publicações selecionadas
- Thoughts are Things (1889)
- Your Forces and How to Use Them (em seis volumes, publicado em 1888)
- The Swamp Angel, 1888
- The Gift of Understanding
- Gift of the Spirit (1904) 1ª edição- com introdução de Arthur Edward Waite
- Gift of Spirit (1917 2ª edição revisada)
- Thought Forces Essays Selected from the White Cross Library (1913)
- The God in You, 1918
- Prentice Mulford's Story: Life by Land and Sea (1889)